# 也南新村
也南新村（旧称「古背」）是马来西亚霹雳州金宝县的一个华人新村，位于金宝和务边之间的瓜拉米棚区域（Kuala Dipang），于1949年开埠。

## 历史
也南新村原本是古背（Kuboi）小镇，1949至1950年间紧急法令下该镇的居民被迁移到华人新村，即现在的也南新村。
1998年建设新村牌楼时，根据风水师的指示，把牌楼建在“大象山”对面，从那时候开始便有许多双胞胎和三胞胎出生，所以也南新村有“双胞胎村”（也称“孖仔村”）之称。

## 教育
也南华小是当地唯一一所华文小学。

## 美食
也南新村有很多河婆人 ，所以美食也是“河婆擂茶”最出名。

## 观音庙
也南新村里有一座观音庙，每逢观音诞（农历二月十九、六月十九和九月十九），庙里就会人山人海。许多信男信女都会前来参拜祈求平安。

## 交通
也南新村可通过联邦大道1号抵达。